# 阿尔瓦鲁-迪卡瓦柳
阿尔瓦鲁-迪卡瓦柳是巴西圣保罗州的一个市镇。总面积152.623平方公里，总人口4830人，人口密度31.6人/平方公里。